# Sophie Dorothee xứ Württemberg
Sophie Dorothee xứ Württemberg (tiếng Đức: Sophie Dorothee von Württemberg, tiếng Nga: София Доротея Вюртембергская; tiếng Anh: Sophia Dorothea of Württemberg; tên đầy đủ: Sophie Marie Dorothee Auguste Luise; 25 tháng 10 năm 1759 – 5 tháng 11 năm 1828); được biết đến ở Nga với tên gọi là Mariya Fyodorovna (Tiếng Nga: Мария Фёдоровна; tiếng Đức: Maria Fjodorowna) là Công nữ Württemberg, về sau là Hoàng hậu của Đế quốc Nga từ năm 1796 đến năm 1801 với tư cách là vợ thứ hai của Hoàng đế Pavel I của Nga.
Xuất thân từ gia tộc Württemberg, Sophie Dorothee có một nền giáo dục hoàn hảo, điều này giúp cho bà có được sự nhận thức chính trị, giúp bà tham dự chính quyền Nga trong tương lai. Vào năm 1776, người vợ đầu của Hoàng đế Pavel I là Wilhelmine xứ Hessen-Darmstadt qua đời, Sophie Dorothee được Nữ hoàng Yekaterina II của Nga chọn làm vợ kế cho con trai mình.
Trong suốt cuộc hôn nhân, Sophie Dorothee luôn ở thế chủ động dù chồng bà là Hoàng đế Pavel I có một tính cách hà khắc, cũng như sự áp chế trường kì của mẹ chồng mình, Nữ hoàng Yekaterina. Trong suốt thời gian ấy, khi Pavel và Nữ hoàng Yekaterina nghi kị lẫn nhau trong những vấn đề chính trị, Sophie Dorothee luôn khôn ngoan đứng về phe chồng mình, chính điều này đã khiến Nữ hoàng Yekaterina tìm mọi cách loại trừ cả hai vợ chồng khỏi những vấn đề chính trị lớn của quốc gia.
Năm 1796, Hoàng đế Pavel I đăng quang trở thành Hoàng đế, Sophie Dorothee vì thế trở thành Hoàng hậu. Trong suốt 4 năm trị vì của Pavel I, Hoàng hậu Sophie Dorothee gần như nắm hết mọi quyền hành cơ bản của chính trị Nga, biến bà trở thành một thế lực thực tế đằng sau Đế vị của triều đình Nga. Vào đêm Hoàng đế Pavel I bị ám sát, Sophie Dorothee thậm chí muốn noi theo mẹ chồng là Nữ hoàng Yekaterina tự xưng làm Hoàng đế Nga, nhưng ý tưởng này nhanh chóng thất bại. Thay vào đó, hai con trai bà lần lượt là Aleksandr I cùng Nikolai I trở thành Hoàng đế, và Sophie Dorothee với tư cách một Hoàng thái hậu tiếp tục ảnh hưởng nền chính trị Nga trong nhiều năm.
Tại các quốc gia Châu Âu, việc một Hoàng thái hậu có quyền thế là không thường xuyên, bởi vì các Hoàng hậu của Hoàng đế đang tại vị thông thường sẽ thay thế tầm ảnh hưởng của họ, và các Hoàng thái hậu chỉ có thể lui về một nơi riêng biệt, sống như một quả phụ và qua đời trong âm thầm. Nhưng thực tế này không diễn ra đối với Sophie Dorothee. Bằng ảnh hưởng của mình lên hai người con trai, Sophie Dorothee đã lấn át hai vị Hoàng hậu là Luise xứ Baden cùng Charlotte Wilhelmine của Phổ, và giữ vị thế của một Hoàng thái hậu đầy quyền lực đến tận khi qua đời. Sophie Dorothee là người phụ nữ duy nhất trong lịch sử Nga là vợ của một Hoàng đế và mẹ là mẹ của hai vị Hoàng đế khác.

## Công nữ Württemberg

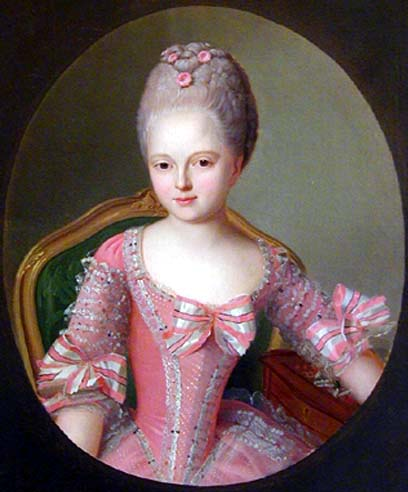
Sophie Dorothee vào năm 1770.

Sophie Marie Dorothee Auguste Luise sinh ngày 25 tháng 10 năm 1759 tại thành phố Stettin thuộc Vương quốc Phổ (hiện thuộc Ba Lan), là con gái lớn nhất trong số tám người con của Friedrich Eugene xứ Württemberg và Friederike Dorothea Sophia xứ Brandenburg-Schwedt. Sophie Dorothee được đặt theo tên mẹ. Mẹ của Công nữ là con gái của Sophie Dorothea Marie của Phổ, em gái của Friedrich II của Phổ. Do đó, Sophie Dorothee là cháu gái gọi bác của Friedrich II.
Ngày 7 tháng 7 năm 1769, khi được 10 tuổi, Sophie Dorothee cùng gia đình chuyển đến một tòa lâu đài do tổ tiên để lại gần Montbéliard, vốn là một địa phận độc lập của Công quốc Württemberg. Vùng Montbéliard là thủ phủ của nhánh nhỏ nhà Württemberg, cũng là chi tộc của Sophie. Đây cũng là một trung tâm văn hóa, và là nơi nhiều chính trị gia cùng kinh tế học ra vào để diện kiến cha mẹ bà. Vào mùa hè, cả gia đình thường đến một dinh thự tại Étupes, Pháp.
Sophie được giáo dục khả cẩn thận, và học vấn của bà uyên thâm, hơn mức trung bình của phụ nữ thời ấy, một thời đại có xu thế không chú trọng học vấn của phụ nữ lắm. Trước năm 16 tuổi, Sophie Dorothea thành thạo được các ngôn ngữ quốc tế như tiếng Đức, Pháp, Ý và Latinh.
Khi 17 tuổi, Sophie phát triển trở nên cao ráo, đẫy đà và rất hoạt bát. Thời trang của bà chịu ảnh hưởng từ sự xa hoa của thời trang Pháp, kết hợp với sự đơn giản của giai cấp tư sản Đức. Và dù trong mọi tình huống nào, ích lợi gia tộc luôn đặt lên hàng đầu, và điều này ngấm sâu vào trong người Sophie. Khoảng năm 1773, Sophie Dorothee là một trong những công nương người Đức được dự trù làm vợ cho người thừa kế ngai vàng Nga, Đại vương công Pavel. Tuy nhiên, Sophie xứ Württemberg vào lúc đó chưa được 14 tuổi, do đó Wilhelmine xứ Hessen-Darmstadt được chọn do có tuổi tác thích hợp hơn. Trước đó, năm 1768, Sophie Dorothee đã được Nữ hoàng Yekaterina II xem xét hỏi cưới cho con trai Pavel nhưng khi ấy Công nữ chỉ được 9 tuổi.

## Đại vương công phu nhân Nga

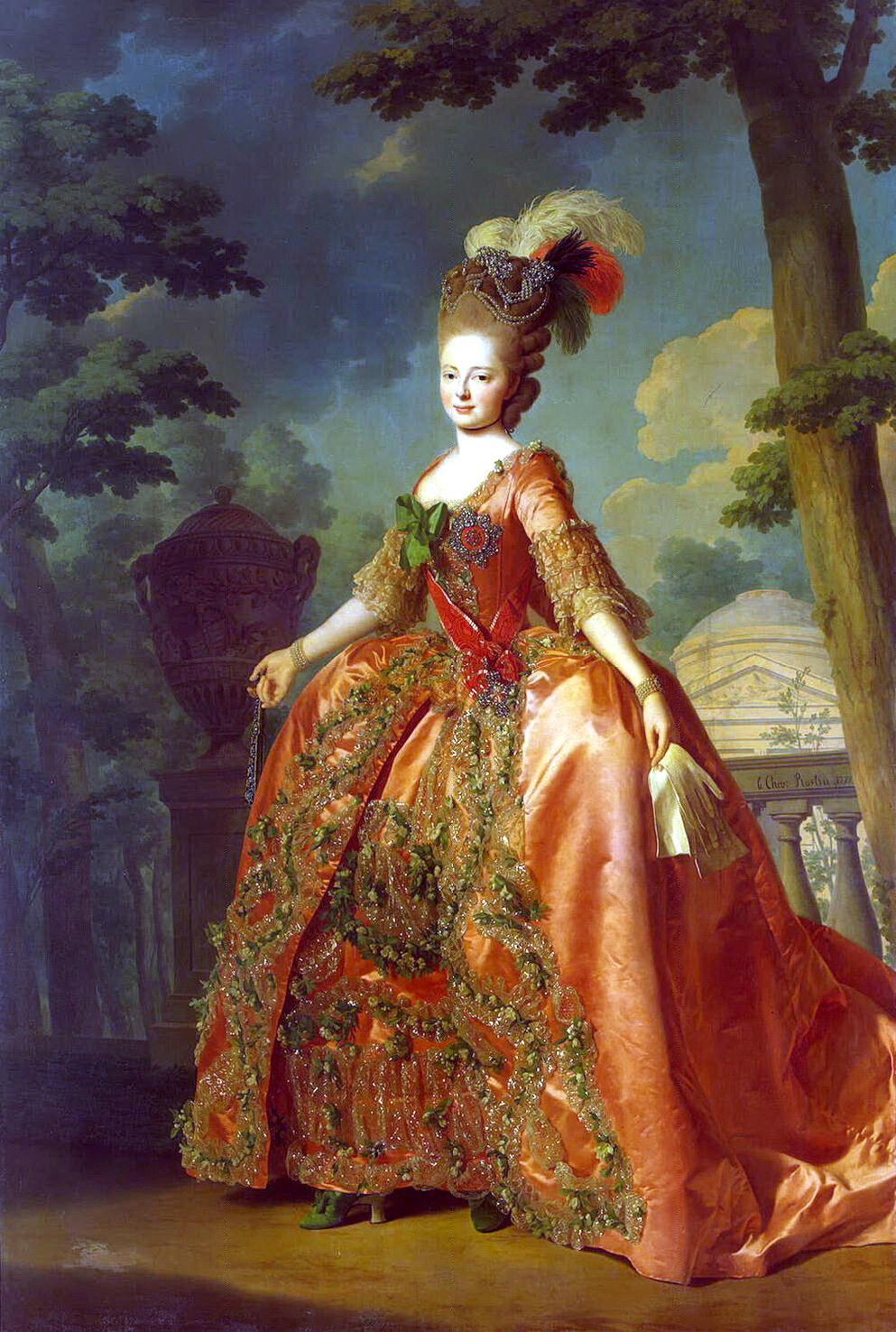
Chân dung Công nữ Sophie Dorothee xứ Württemberg, Đại vương công phu nhân Mariya Fyodorovna của Nga, bởi Alexander Roslin.

Chân dung Nữ hoàng Yekaterina II của Nga, mẹ chồng của Sophie Dorothee, người mà Đại vương công phu nhân vừa ngưỡng mộ vừa chống đối.

### Đính hôn
Sau khi Đại vương công Pavel Petrovich trở thành quan phu vào năm 1776, Friedrich II của Phổ đã ngỏ lời gả cháu gái cho Pavel. Nữ hoàng Yekaterina II của Nga rất hào hứng với đề nghị này: Sophie Dorothee không chỉ có nền giáo dục tương tự Nữ hoàng Nga, nhưng còn có tên giống nhau và có cùng nơi sinh. Tuy nhiên lúc bấy giờ Dorothee lại có hôn ước với Ludwig xứ Hessen-Darmstadt, anh trai của Wilhelmine, người vợ đầu của Pavel. Quốc vương Friedrich II của Phổ đã đề nghị xử lý chuyện này và Ludwig nhận được một khoản tiền bồi thường với trị giá 10.000 rúp cho việc hôn ước với Sophie Dorothee bị hủy bỏ.
Khi mẹ của Sophie Dorothee than thở về số phận bất hạnh của một số vị quân chủ Nga:"những điều bất hạnh thường xảy đến với các vị quân chủ Nga, ai biết được điều gì sẽ xảy đến với con gái tôi? Sophie Dorothee đã trả lời mẹ rằng: “Con rất sợ Nữ hoàng Yekaterina. Con sẽ hành xử lúng túng trước mặt ngài và chắc chắn sẽ nhìn như một con ngốc. Chỉ mong Nữ hoàng và ngài Đại vương công sẽ thích con." Điều Sophie Dorothee lo không phải là triều đình Nga nhưng làm sao để đến Nga một cách nhanh nhất. Về phần, Pavel, Đại vương công đã hỏi mẹ về ngoại hình của vợ sắp cưới: "Liệu nước da của nàng có màu tối hay sáng, thấp hay cao?" và được Nữ hoàng Yekaterina II hồi đáp rằng: "Nàng có vóc dáng cao lớn, đáng yêu, quyến rũ. Nói tóm lại, nàng là một báu vật, một báu vật thực sự, một báu vật mang theo mình niềm vui."
Sophie Dorothee và Pavel Petrovich gặp nhau lần đầu tại bữa tiệc chiêu đãi cấp nhà nước nhân dịp Pavel đến Berlin. Trên dường Pavel đến Berlin, Yekaterina II đã gửi thư cho Vương tử Heinrich của Phổ, người chịu trách nhiệm hộ tống Pavel đến Berlin, và bày tỏ nỗi lo lắng của mình:"Ta không nghĩ rằng đã có tiền lệ cho một cuộc gặp gỡ thế này. Đây là kết quả của một tình bạn thân thiết và đáng tin cậy nhất. Nàng Công nữ này sẽ là bảo chứng cho điều này. Ta sẽ không thể gặp nàng ta mà không nhớ đến việc mối hôn sự này đã bắt đầu và kết thúc như thế nào giữa bên Phổ và Nga.’’. Yekaterina II lo sợ con trai sẽ làm hỏng chuyện để chọc tức mình. Thế nhưng buổi gặp mặt giữ Sophie Dorothee và Pavel đã mang lại kết quả tốt đẹp. Biết rằng chồng sắp cưới là có những sở thích nghiêm túc, Công nữ đã nói về hình học trong buổi gặp đầu tiên. Ngày kế tiếp, Sophie Dorothee đã viết thư gửi một người bạn có nội dung rằng: "Ta còn hơn cả hài lòng. Ngài Đại vương công không thể tử tế hơn. Ta tự hào rằng chàng rể yêu dấu của ta yêu ta rất nhiều, điều này khiến ta trở thành người rất, rất may mắn." Cũng cảm thấy hạnh phúc như vợ sắp cưới, Pavel đã viết thư gửi mẹ rằng: "Con nhận ra vợ sắp cưới của con hoàn toàn phù hợp với hình mẫu của mình. Nàng có vóc dáng cân đối, thông minh, nhanh trí và không hề e ngại." Cùng với việc chính Friedrich II, thần tượng của Pavel, đã giới thiệu Sophie Dorothee đã khiến cho Pavel càng khao khát Sophie Dorothee.

### Những năm đầu làm dâu
Đầu mùa thu, Sophie Dorothee đã viết thư bày tỏ tình cảm với chồng tương lai: "Em không thể ngủ, hỡi chàng Hoàng tử dấu yêu của em, mà không lần nữa nói chàng rằng em yêu và ái mộ chàng đến điên dại". Sau khi đến Sankt-Peterburg, Sophie Dorothee đã cải sang Giáo hội Chính thống giáo Nga và lấy tên là Mariya Fyodorovna và được ban tước hiệu Đại vương công phu nhân Nga cùng kính xưng Hoàng thân Điện hạ (tiếng Anh: Imperial Highness). Một ngày sau lễ đính hôn, Sophie Dorothee đã viết thư gửi Pavel rằng: "Với lá thư này, em thề nguyện yêu và ái mộ chàng trong suốt phần đời sau này và sẽ luôn ở bên chàng, và không thế lực nào trên thế gian có thể khiến em thay lòng. Đây chính là tấm lòng của người vợ sắp cưới dịu dàng và chung thủy của chàng" Pavel cũng bày tỏ tình cảm của mình trước vợ chưa cưới: “Ta thề với nàng rằng, mỗi ngày trôi qua, ta yêu nàng nhiều hơn.” Đám cưới được cử hành vào ngày 26 tháng 9 năm 1776. Mặc dù Pavel có tính cách khó khăn và có phần tàn bạo, Sophie Dorothee vẫn một lòng với chồng. Sự điềm tĩnh và nhẫn nại của Đại vương công phu nhân là phương thức Sophie Dorothee đối phó với tính cách của chồng và làm dịu đi khía cạnh cực đoan của Pavel. Sophie Dorothee đã viết thư gửi một người bạn rằng: "Người chồng yêu dấu của ta là một thiên thần hoàn hảo và ta yêu chàng đến khờ dại."
Là Đại vương công phu nhân, Sophie Dorothee có tính cách tiết kiệm đến mức sẵn sàng dành cả ngày trong một bộ triều phục hoàn chỉnh mà không mệt mỏi và áp đặt điều tương tự lên đoàn tùy tùng của mình. Đại vương công phu nhân không ngần ngại sử dụng trang phục của người vợ đầu của chồng và tranh chấp quyền sử dụng đôi giày với các thị nữ của Wilhelmine. Lúc ban đầu, Yekaterina II bị thu hút bởi cô con dâu và đã viết cho Phu nhân Bielke rằng: "Ta phải thú thật rằng ta yêu thích nàng Công nữ quyến rũ này. Con bé chính là người mà một ai đó mong muốn có được: con bé có vóc dáng mảnh khảnh, nước da trắng như hoa huệ và hồng hào như hoa hồng, làn da đẹp đẽ nhất thế giới, cao ráo và săn chắc; con bé là người tươi sáng; ngọt ngào, có trái tim nhân hậu và sự thẳng thắn được thể hiện rõ trên khuôn mặt của con bé."
Tuy nhiên, mối quan hệ giữa hai người phụ nữ nhanh chóng trở nên xấu đi: Sophie Dorothee đứng về phía người chồng bị lạnh nhạt và mặc dù có ý tốt muốn xoa dịu tình hình nhưng việc can thiệp chỉ làm trầm trọng thêm sự khác biệt của hai mẹ con. Vào tháng 12 năm 1777, Bà Đại vương công hạ sinh người con đầu lòng, sau này chính là Aleksandr I của Nga. Sophie Dorothee đã viết thư gửi bạn rằng: "Ta rất hạnh phúc khi Đấng Toàn Năng đã dùng ta làm khí cụ để thỏa mãn hy vọng cho quê hương yêu dấu của chúng ta. Tuy nhiên, niềm vui của hai vợ chồng kéo dài không lâu khi chỉ ba tháng sau, Yekaterine II đã tàn nhẫn mang đứa trẻ về nuôi dưỡng tách biệt với cha mẹ, dù rằng khi xưa chính Yekaterina cũng bị Nữ hoàng Yelizaveta I của Nga làm điều tương tự với con trai Pavel. Khi đứa con trai thứ hai, Konstantin Pavlovich chào đời vào tháng 4 năm 1779, nữ hoàng cũng làm điều tương tự. Nếu Aleksandr được kỳ vọng sẽ cai trị Nga trong tương lai thì Konstantin được Yekaterina II kỳ vọng rằng một ngày nào đó sẽ cai trị Hy Lạp. Trớ trêu thay, bất chấp mọi nỗ lực của Yekaterina II, cả Aleksandr I và Konstantin đều không để lại hậu duệ mà chính Nikolai I, đứa con do Sophie Dorothee nuôi dưỡng là người kéo dài huyết mạch Hoàng tộc Romanov. Trong bốn năm tiếp theo, hai vợ chồng không có thêm con. Bị tước đoạt các con trai, Sophie Dorothee bận rộn trang trí Cung điện Pavlovsk, món quà do Yekaterina II ban tặng nhân kỷ niệm sự ra đời của đứa cháu trai đầu lòng.

### Di lịch khắp châu Âu
Mệt mỏi vì bị loại trừ khỏi các vấn đề chính trị, Pavel và vợ xin phép nữ hoàng đi du lịch nước ngoài tới Tây Âu. Vào tháng 9 năm 1781, dưới bí danh "Bá tước và Bá tước phu nhân Severny", vợ chồng Pavel bắt đầu cuộc hành trình kéo dài mười bốn tháng và đến Ba Lan, Áo, Ý, Pháp, Bỉ, Hà Lan và phía Nam nước Đức. Paris đã gây ấn tượng đặc biệt với cặp đôi, khi họ đến thăm Louis XVI của Pháp và Maria Antonia của Áo. Trong khi Louis rất thân thiết với Pavel thì Maria Antonia lại cảm thấy sợ hãi và lo lắng khi gặp Sophie Dorothee, một người phụ nữ trí thức nổi tiếng và vô cùng tự tin. Cuộc đối thoại giữa Đại vương công phu nhân Nga và Vương hậu Pháp dần trở nên sôi nổi và Maria Antonia đã tặng Sophie Dorothee một bộ đồ trang điểm có in hình Vương huy Württemberg. Ở Áo, Hoàng đế La Mã Thần thánh Joseph II đã nhìn nhận Sophie Dorothee là người ở thế trên đối với chồng.
Trong chuyến thăm đến Ý, cặp đôi thể hiện tình cảm công khai khi Pavel không ngừng hôn vợ trước công chúng, khiến những người đồng hành của hai vợ chồng ngạc nhiên. Trên đường trở về Sankt-Peterburg, Sophie Dorothee đến Württemberg để thăm cha mẹ. Vào cuối năm 1782, cặp đôi quay trở lại Nga và dành sự quan tâm đến Cung điện Pavlovsk, nơi Đại vương công phu nhân hạ sinh con gái Aleksandra Pavlovna, đứa con gái đầu trong số sáu người con gái. Để kỷ niệm ngày sinh của Aleksandra, Yekaterina II đã tặng hai vợ chồng Cung điện Gatchina, một nơi hai vợ chồng dành nhiều sự quan tâm cho đến khi Pavel kế vị ngai vàng. Nữ hoàng để vợ chồng con trai nuôi dưỡng các cô con gái và các con trai thứ. Từ đó trở đi, Hoàng gia Nga trở thành một gia đình lớn.

### Những năm sau này
Trong những năm trị vì của Yekaterina II, Maria và Pavel buộc phải sống biệt lập ở Gatchina với thu nhập eo hẹp. Không giống như các thành viên Hoàng tộc Romanov, Sophie Dorothee là người tiết kiệm, một đức tính hiếm có ở một quý cô nương vương giả thời đó vì Sophie Dorothee xuất thân từ một gia đình đông con và chỉ là một nhánh nhỏ của gia tộc. Đại vương công phu nhân tiếp tục trang hoàng cho Pavlovsk, cống hiến hết mình cho công việc từ thiện với cư dân ở đó, lên kế hoạch cho các sự kiện sân khấu cho chồng, người rất thích thú với những hoạt động giải trí do vợ chuẩn bị, và tham gia các buổi chơi nhạc dành cho gia đình và bạn bè, trong đó Sophie Dorothee chơi đàn harpsichord một cách thành thạo. Đại vương công phu nhân đã cống hiến hết mình cho việc mở rộng salon văn học khiêm tốn của mình, nơi được các nhà thơ Vasily Andreyevich Zhukovsky, nhà viết truyện ngụ ngôn Ivan Andreyevich Krylov và nhà sử học Nikolai Mikhailovich Karamzin thường xuyên lui tới. Sophie Dorothee tự hào là người thông minh hơn mẹ chồng và không bao giờ bỏ lỡ cơ hội so sánh phẩm chất hoàn hảo của mình với những thất bại của Yekaterina II. Sophie Dorothee cũng thận trọng đả kích các sủng thần của mẹ chồng là Grigoriy Aleksandrovich Potemkin và Aleksandr Matveyevich Dmitriyev-Mamonov.
Sophie Dorothee lưu giữ rất nhiều cuốn nhật ký ghi lại chi tiết cuộc đời của mình, nhưng Hoàng đế Nikolai I đã đốt tất cả những cuốn sách này sau khi mẹ qua đời thể theo nguyện vọng cuối cùng của Sophie Dorothee. Thậm chí hầu hết những bức thư Sophie viết đều không còn tồn tại vì Sophie Dorothee thường yêu cầu đốt chúng đi. Mối quan hệ giữa Pavel và Yekaterina Nelidova, một trong những thị nữ của Sophie Dorothee, là nguyên nhân dẫn đến rạn nứt đầu tiên trong cuộc hôn nhân của hai người trong khoảng thời gian đó. Mối quan hệ giữa Pavel và Yekaterina gây đau đớn cho Sophie Dorothee, vì Yekaterina là thị tùng của Sophie Dorothee. Mặc dù Pavel nói rằng mối quan hệ của với Yekaterina Nelidova là trong sáng, nhưng mối quan hệ giữa Sophie Dorothee với Nelidova đã trở nên rất căng thẳng trong nhiều năm. Tuy nhiên, khoảng năm 1794, Sophie Dorothee đã hợp tác với người bạn cũ để cố gắng xoa dịu tính khí giận dữ của chồng cho đến năm 1798, khi Anna Lopukhina thay thế Yekaterina Nelidova trở thành tình nhân của Pavel.
Năm 1796, có những tin đồn rằng Hoàng đế Yekaterina II định bỏ qua con trai Pavel mà chọn cháu nội Aleksandr làm người kế vị ngai vàng. Tháng 6 cùng năm, ngay sau khi Sophie Dorothee hạ sinh con trai Nikolai, Yekaterina II đã thô bạo bước vào phòng của con dâu, cố gắng thuyết phục Sophie Dorothee khiến Pavel chấp nhận để con trai kế vị mẹ. Bất chấp mọi lời đe dọa, Sophie Dorothee vẫn trung thành với chồng. Một tháng sau đó, khi được biết về kế hoạch, Aleksandr cũng từ chối.

## Hoàng hậu Đế quốc Nga

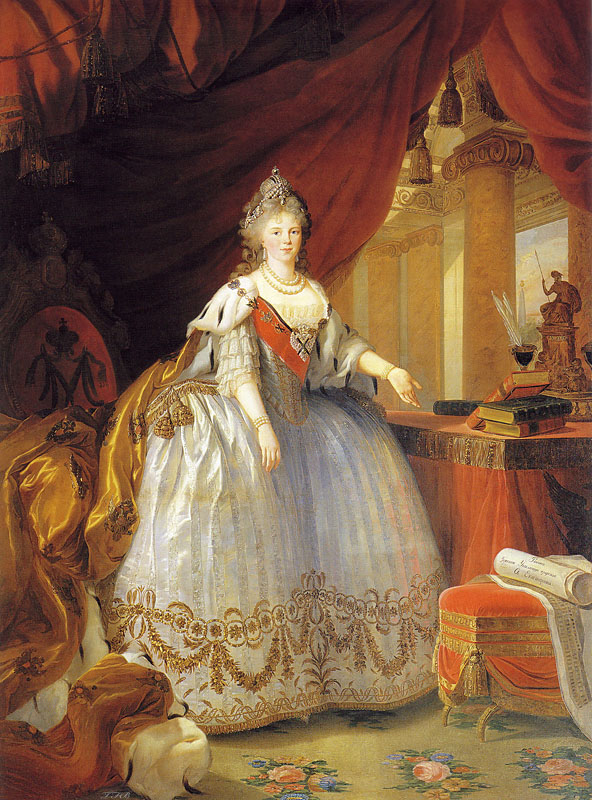
Hoàng hậu Mariya Fyodorovna trong thời trị vì của chồng, năm 1798

Sau hai mươi năm đứng sau cái bóng của mẹ chồng, cái chết của Yekaterina II của Nga vào ngày 17 tháng 11 năm 1796 đã tạo cơ hội cho Sophie Dorothee có được vai trò nổi bật trong triều đình với tư cách là Hoàng hậu Nga. Khi Yekaterina II còn tại vì, Sophie Dorothee không có cơ hội can dự vào chính trị, vì chính Pavel bị loại trừ. Nhưng với việc chồng lên ngôi, Sophie Dorothee đã tận dụng cơ hội can chính và dần tham dự sâu hơn vào chính trị. Ảnh hưởng của Hoàng hậu đối với chồng rất lớn và nhìn chung là có lợi. Sophie Dorothee cũng có thể đã tận dụng điều này để giúp đỡ bạn bè hoặc để đả kích kẻ thù. Dù không còn gần gũi như trước nhưng hai vợ chồng vẫn có sự tôn trọng, phụ thuộc và quan tâm lẫn nhau. Tuy nhiên, mối quan hệ vợ chồng trở nên xấu đi trong những năm cuối đời cùa Hoàng đế. Sau khi Sophie Dorothee sinh người con cuối cùng vào năm 1798, Pavel bắt đầu có mối quan hệ với quý cô nương Anna Petrovna Lopukhina và nói dối với vợ rằng mới quan hệ giữa hai người có tính chất cha con. Pavel I chỉ là Hoàng đế Nga trong bốn năm, bốn tháng và bốn ngày. Hoàng đế bị ám sát vào ngày 12 tháng 3 năm 1801.

### Các tổ chức vì cộng đồng

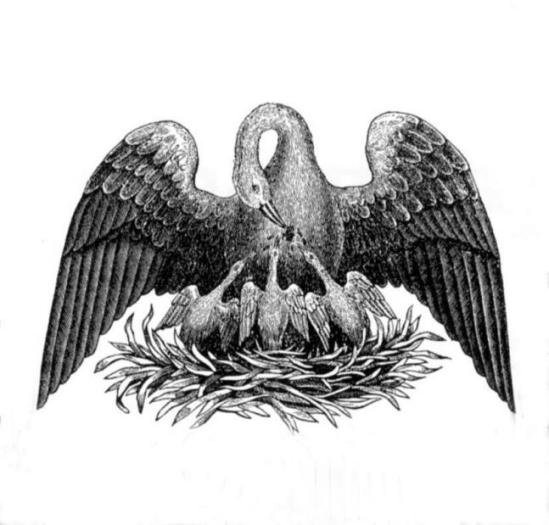
Biểu tượng của Sophie Dorothee: Một con chim mẹ đang cho những đứa con đang đói của mình ăn.

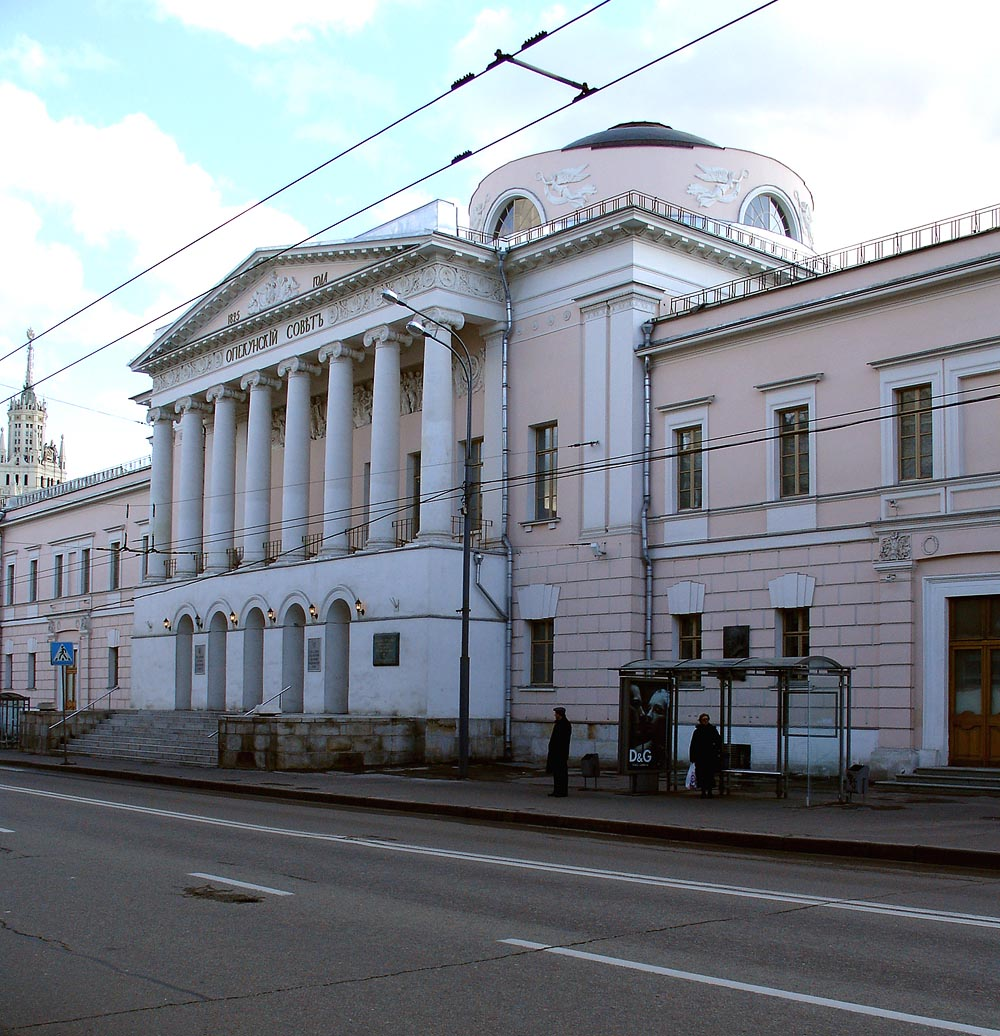
Tòa nhà của Hội đồng Quản trị được xây dựng ngay trước khi Sophie Dorothee qua đời. Vào những năm 1820, Hội đồng quản trị kiểm soát ngân hàng lớn nhất Moskva.

Ngày 2 tháng 5 năm 1797, Hoàng đế Pavel I giao việc giám sát các tổ chức từ thiện quốc gia cho Sophie Dorothee. Sophie Dorothee khuyến khích việc điều tra kỹ lưỡng các cha mẹ nuôi tương lai và hạn chế tiếp nhận những người "từ đường phố", các biện pháp làm giảm số lượng trẻ mồ côi mới đổ vào và tỷ lệ tử vong được giám đáng kể. Đến năm 1826, tỷ lệ tử vong giảm xuống còn khoảng gần 15%, một con số vượt quá tiêu chuẩn của thời hiện đại nhưng là một sự cải thiện lớn so với thế kỷ 18.
Ngay cả sau khi chồng qua đời, Sophie Dorothee vẫn tiếp tục quản lý tất cả các cơ sở từ thiện và kiểm soát các khoản vay của ngân hàng. Đến năm 1829, tổng tài sản của ngân hàng đã vượt quá 359 triệu rúp, một số tiền khổng lồ lúc bấy giờ và là tài sản vốn lớn nhất ở Moskva. Sau khi chiến tranh Napoléon kết thúc, Hội đồng quản trị đã tận dụng thảm họa gần đây bằng cách xây dựng các khu nhà cho thuê giá rẻ. Kết quả của chính sách là các khu nhà mới có sức chứa lên đến 8.000 người thuộc mọi địa vị vào thập niên 1820. Những thể chế này đã tồn tại cho đến Cách mạng Nga năm 1917.

Sophie Dorothee nhận thấy sự cần thiết trong việc thu hẹp quy mô cơ sở, tách trẻ em khỏi những người thuê nhà lớn tuổi và cải thiện chương trình giáo dục cho trẻ em. Sophie đã cho chuyển những cư dân trẻ tuổi đến các trại trẻ mồ côi độc lập mới. Trường Cao đẳng Thủ công Moskva được thành lập như một trại trẻ mồ côi dành cho thanh thiếu niên vào năm 1830 và tiếp tục cho đến ngày nay với tên gọi Đại học Kỹ thuật Quốc gia Moskva Bauman. Trong trại trẻ mồ côi có các chương trình giáo dục cấp cao như "lớp học tiếng Latinh dành cho nam sinh' và "lớp học hộ sinh dành cho nữ sinh". Sau khi gặp một cậu bé khiếm thính, Sophie Dorothee đã thành lập trường học đầu tiên dành cho người khiếm thính ở Nga vào năm 1807.

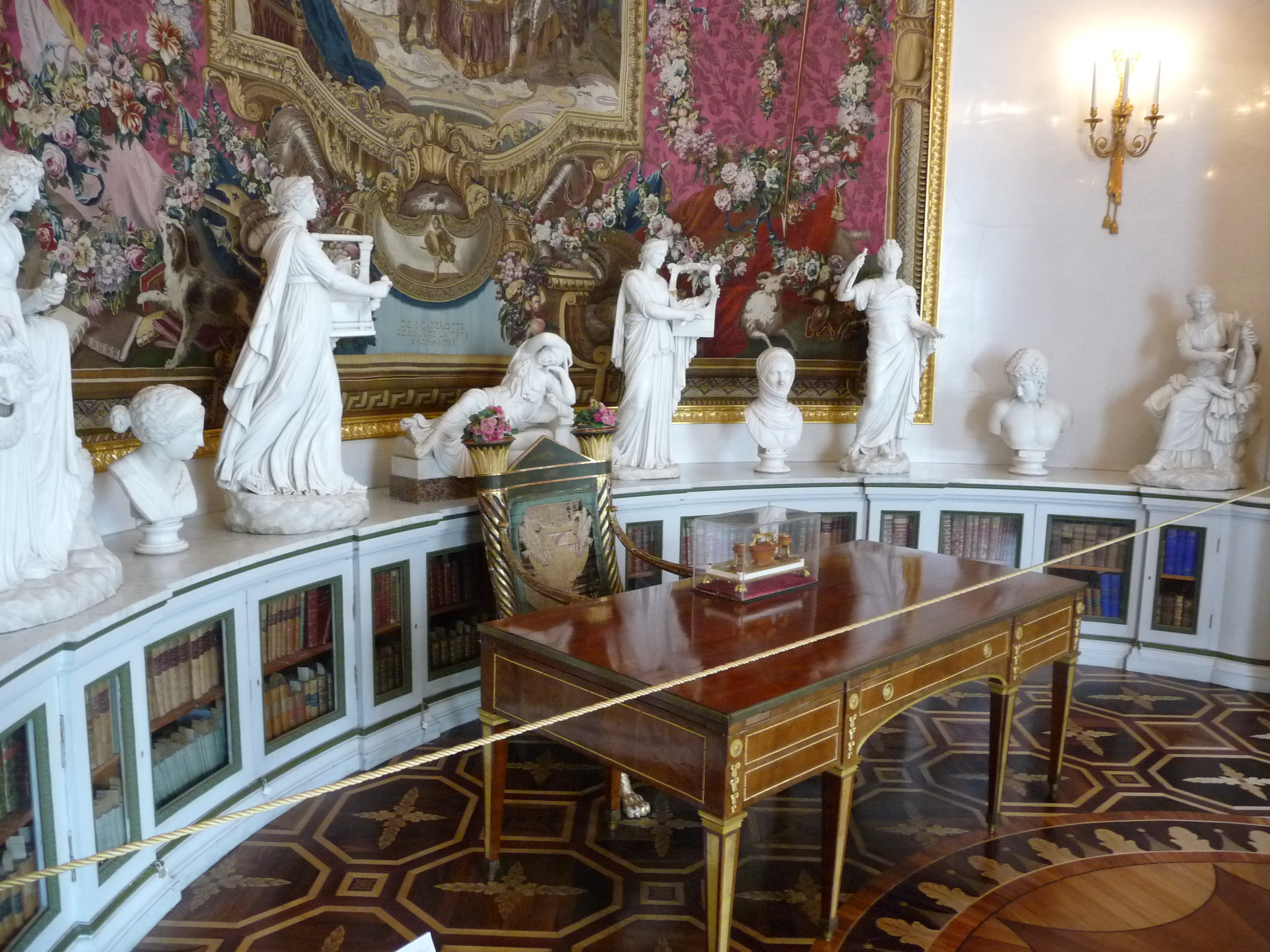
Cung điện Pavlovsk Palace: Gian phòng của Hoàng hậu Mariya Feodorovna của Nga.

### Các dự án xây dựng
Sophie Dorothee có khiếu thẩm mỹ đặc biệt. Hoàng hậu có tài về kiến trúc, vẽ màu nước; tranh điêu khắc; thiết kế đồ vật bằng ngà voi và hổ phách; và làm vườn. Các cung điện Pavlovsk, Gatchina, Tsarskoe Selo, Cung điện Mùa đông ở Sankt-Peterburg và Bảo tàng Ermitazh đã được tu sửa và trang bị nội thất dưới sự hướng dẫn của Sophie Dorothee. Những nỗ lực của Sophie đã tạo nên những địa điểm tham quan đẹp nhất ở Nga.

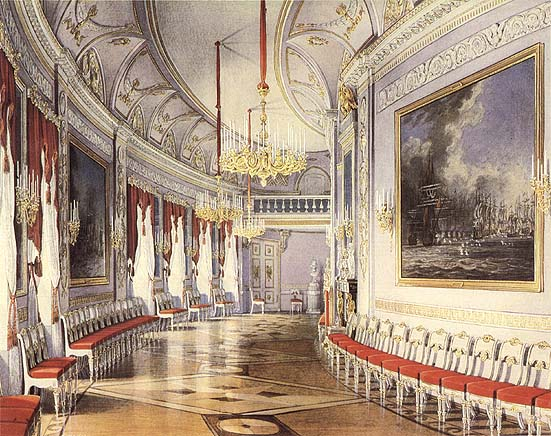
Cung điện Gatchina: Triển lãm Chesma Gallery theo phong cách Tân cổ điển của thập niên 1790s, tranh bởi Eduard Hau, năm 1877.

Sophie Dorothee và Pavel bắt đầu tu sửa Pavlovsk. Hoàng hậu nhấn mạnh vào việc có một số cấu trúc mộc mạc gợi nhớ đến cung điện nơi mình lớn lên ở Étupes, cách Basel 40 dặm. Trong chuyến đi năm 1781, cặp đôi đã gửi đi gửi lại những bản vẽ, kế hoạch và ghi chú về những chi tiết nhỏ nhất. Sophie Dorothee đã nhờ kiến trúc sư người Ý Carlo Rossi thiết kế lại thư viện để chứa hơn hai mươi ngàn cuốn sách. Sau cái chết của Pavel I vào năm 1801, Sophie Dorothee đã vận dụng kinh nghiệm từ những chuyến du ngoạn vòng quanh châu Âu để thiết kế lại nội thất theo phong cách Tân cổ điển và thực hiện các thay đổi để điều chỉnh cung điện "phòng trường hợp ở lại vào mùa đông" vào năm 1809.

## Hoàng thái hậu

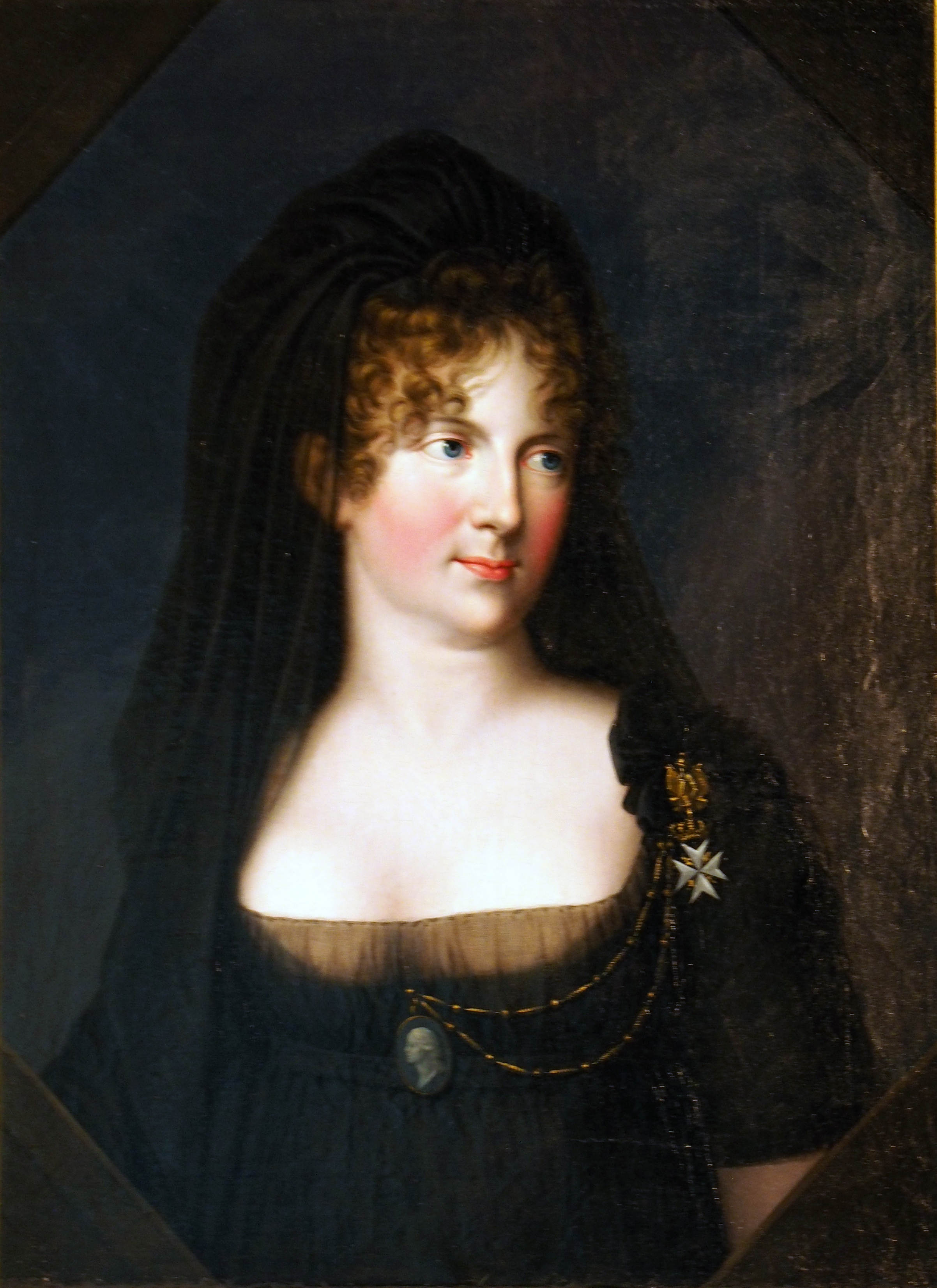
Hoàng thái hậu Mariya Fyodorovna, chân dung bởi Gerhard von Kügelgen, năm 1801.

Đêm 24 tháng 3 năm 1801, Hoàng đế Pavel I bị ám sát. Khi bị tấn công, Pavel I cố gắng chạy đến phòng của vợ và chống trả với tên ám sát là Platon Zubov. Thế nhưng trước đó Pavel I đã yêu cầu cửa phòng của vợ phải được khóa hai lớp và chắn lại. Mặt khác trong lúc giao tranh với Platon Zubov, Pavel I bị đập đầu vào một chiếc hộp bằng vàng và bị thắt cổ bằng một chiếc khăn quàng của sĩ quan.
Tưởng rằng chồng bị bệnh, vì không thể đi qua cánh cửa đã bị rào chắn, Sophie Dorothee đã đi bộ qua dãy hành lang dài trong bộ đồ ngủ cùng với chiếc áo lông thú, thế nhưng khi đến được chỗ của chồng thì đã muộn màng. Khi biết chồng qua đời, Sophie Dorothee ngất xỉu trên sàn nhà. Theo một nguồn tin, khi Aleksandr đến bên mẹ vài giờ sau đó, Sophie Dorothee đã hét lên rằng: "Đi Đi! Đi ra khỏi đây! Ta đã thấy người của con phủ đầy máu cha con!". Aleksandr, với khuôn mặt đẫm nước mắt đã thưa với mẹ rằng: "Có Chúa chứng giám, thưa mẹ của con, con không liên can đến tội ác khủng khiếp này." Trước lời nói chân thành của con trai và khi đã rõ sự tình, Sophie Dorothee đã hạ người xuống chân con trai và nói: "Ta kính chào Hoàng đế của ta." Aleksandr sau đó nâng người mẹ lên, quỳ xuống trước Sophie Dorothee bày tỏ những lời tôn trọng và chân thành. Bản thân Aleksandr mãi ám ảnh về cái chết của cha. Aleksandr không thể từ chối yêu cầu của mẹ và không chỉ bảo toàn địa vị của Sophie Dorothee khi còn là Hoàng hậu, mà dù Sophie Dorothee đã trở thành Thái hậu, Aleksandr vẫn để mẹ vượt lên trên vợ, khi ấy đã trở thành đương kim Hoàng hậu.
Sau khi chồng bị sát hại, Sophie Sorothee định noi theo mẹ chồng và cố gắng giành lấy quyền lực để trở thành Nữ hoàng Nga. Thế nhưng con trai của Sophie Dorothee là Aleksandr đã dành vài ngày thuyết phục mẹ từ bỏ yêu sách liều lĩnh này. Sau sự kiện đó, mỗi khi con trai đến thăm, Sophie Dorothee, bấy giờ đã trở thành Hoàng thái hậu, sẽ đặt chiếc quan tài có chiếc áo dính máu mà chồng đã mặc vào đêm bị ám sát giữa hai người như một lời trách móc thầm lặng. Sự căng thẳng giữa hai mẹ con sau đó được cải thiện khi Aleksandr I quyết định ban cho mẹ mình những đặc quyền và vinh danh chưa từng có tiền lệ trong lịch sử Nga. Sophie Dorothee vẫn là người phụ nữ có địa vị cao nhất triều đình và trở thành nhân vật quyền lực của đế quốc Nga, theo nghĩa biểu tượng và về chính trị. Sophie Dorothee thường khoác tay Hoàng đế trong các nghi lễ long trọng, trong khi Luise xứ Baden, Hoàng hậu Yelizaveta Alekseevna phải đi phía sau. Truyền thống một thái hậu được ưu tiên và có địa vị ưu việt hơn đương kim quốc hậu được khởi xướng bởi Sophie Dorothee và là điều khác biệt đối với triều đình Nga. Tiếp nối truyền thống của mẹ chồng Yekaterina II, Sophie Dorothee tham dự các biểu diễu hành quân đội trong bộ quân phục với dây biểu chương đeo qua ngực.
Sophie Dorothee có một khoản thu nhập đáng kể giúp bản thân có thể sống một cuộc sống xa hoa. Những buổi chiêu đãi thanh lịch của Thái hậu, nơi sophie Dorothee xuất hiện trong bộ trang phục đắt đỏ và được bao quanh bởi các quan hầu cận. Địa vị cao quý của Sophie Dorothee đã khiến cung điện Pavlovsk trở thành nơi bắt buộc phải đến thăm đối với các nhân vật vĩ đại ở Sankt-Peterburg. Sophie Dorothee đã tận dụng địa vị của mình để giúp đỡ nhiều nhất có thể những người họ hàng đang trong cảnh khó khăn, một vài người trong số họ đã được mời đến Nga, trong đó có em trai của Sophie là Alexander Friedrich Karl xứ Württemberg.
Sophie Dorothee đã biến triều đình của mình thành trung tâm bài trừ Napoléon trong Chiến tranh Napoléon và phản đối kịch liệt mọi cách tiếp cận mà con trai thực hiện để đạt được thỏa thuận với Napoléon Bonaparte. Khi Hoàng đế Pháp đề nghị kết hôn với cô con gái út, Nữ Đại vương công Anna Pavlovna, Sophie Dorothee đã phản đối mạnh mẽ mối hôn sự này.
Kể cả khi qua tuổi 50, Sophie Dorothee vẫn giữ được nét đẹp của thời tươi trẻ. Với thể chất khỏe mạnh, Sophie Dorothee sống lâu hơn năm người con của mình, trong đó bao gồm vợ chồng con trai đầu lòng và chứng kiến con trai thứ ba lên ngai hoàng đế. Sau khi các con đều đã trưởng thành, Sophie vẫn thường duy trì liên lạc thông qua thư từ với các con dù đôi khi hai bên cũng có lúc lạnh lùng và xa cách.

## Qua đời
Năm 1822, Sophie Dorothee chuyển đến Cung điện Yelagin mới được tân trang lại. Ngày 5 tháng 11 năm 1828, Hoàng thái hậu qua đời ở Cung điện Mùa đông, Sankt-Peterburg, thọ 69 tuổi. Những hồi ức về Sophie Dorothee được các con trân trọng và ngoại trừ cô con gái Aleksandra Pavlovna thì các con của Sophie đều đặt tên con gái cả của mình theo tên Thái hậu. Các Hoàng hậu Nga sau này đều coi Sophie Dorothee như một hình mẫu. Cung điện Pavlovsk, nơi Sophie Dorothee đã từng sống trong một khoảng thời gian dài và để lại nhiều dấu ấn tại đây, được gìn giữ cho hậu duệ của mình như một bảo tàng gia đình theo chỉ dẫn của Sophie Dorothee, đầu tiên là bởi con trai út Mikhail và sau đó là bởi nhánh Konstantinovich của gia đình cho đến Cách mạng Nga năm 1917.

## Con cái

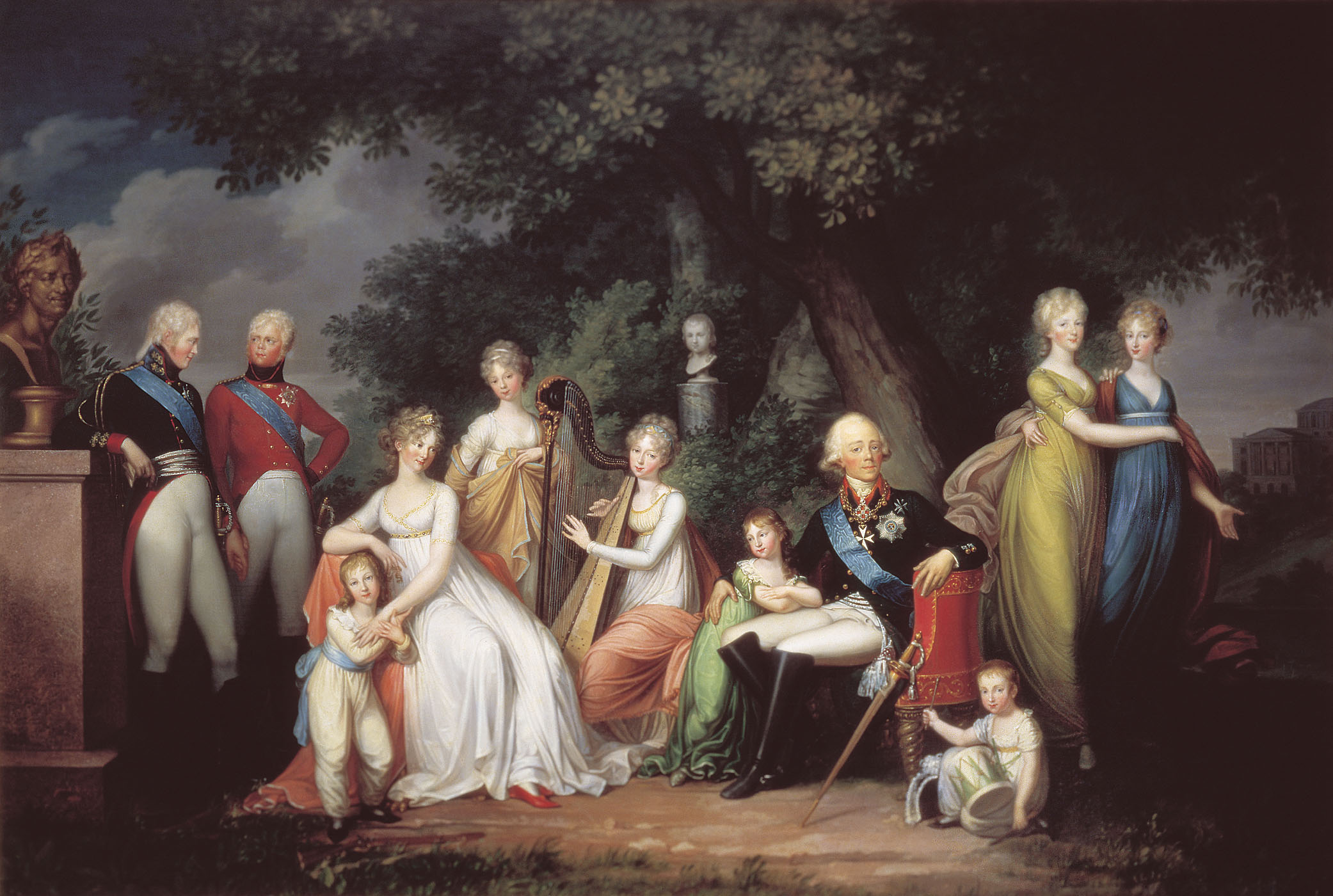
Gia đình của Pavel I của Nga và Sophie Dorothee xứ Württemberg, bởi Gerhard von Kügelgen, năm 1800.

Sophie Dorothee xứ Württemberg và Pavel I của Nga có mười người con, bốn nam và sáu nữ. Với mười người con, Sophie Dorothee đã đảm bảo sự bền vững của triều đại Romanov, vốn vô cùng bấp bênh trước khi Sophie Dorothee trở thành nàng dâu nước Nga.
Sophie Dorothee là người mẹ yêu thương đối với các con. Mặc dù Hoàng đế Yekaterina II của Nga đã giành quyền giám hộ bốn người con đầu của Sophie Dorothee trong những năm đầu tiên, Sophie Dorothee vẫn có mối quan hệ gần gũi với bốn người con như với những người con còn lại. Hai trong số các con gái của Sophie Dorothee trở thành Vương hậu: Anna, người từng suýt là vợ của Napoléon Bonaparte, trở thành Vương hậu Hà Lan và Yekaterina trở thành Vương hậu Württemberg.
Mười người con của Sophie Dorothee xứ Württemberg và Pavel I của Nga bao gồm:
| Tên                          | Sinh                 | Mất                  | Ghi chú |
| ---------------------------- | -------------------- | -------------------- | --- |
| Aleksandr I của Nga          | 12 tháng 12 năm 1777 | 19 tháng 11 năm 1825 | Kết hôn với Luise xứ Baden (1779–1826) và có hai con gái (đều qua đời khi còn nhỏ).                                                               |
| Konstantin Pavlovich của Nga | 27 tháng 4 năm 1779  | 15 tháng 6 năm 1831  | Kết hôn lần đầu vớiJuliane xứ Sachsen-Coburg-Saalfeld (1781–1860). Tái hôn với nữ quý tộc Ba Lan Joanna Grudzińska (1791–1831). Không có hậu duệ. |
| Aleksandra Pavlovna của Nga  | 9 tháng 8 năm 1783   | 16 tháng 3 năm 1801  | Kết hôn với Joseph của Áo (1776–1847). Có một con gái nhưng qua đời ngay khi mới sinh.                                                            |
| Yelena Pavlovna của Nga      | 13 tháng 12 năm 1784 | 24 tháng 9 năm 1803  | Kết hôn với Friedrich Ludwig xứ Mecklenburg-Schwerin (1778–1819) và có hai con.                                                                   |
| Mariya Pavlovna của Nga      | 4 tháng 2 năm 1786   | 23 tháng 6 năm 1859  | Kết hôn với Karl Friedrich I xứ Sachsen-Weimar-Eisenach (1783–1853) và có bốn người con.                                                          |
| Yekaterina Pavlovna của Nga  | 21 tháng 5 năm 1788  | 9 tháng 1 năm 1819   | Kết hôn lần đầu với Georg xứ Oldenburg (1784–1812) và có hai con trai. Tái hôn với Wilhelm I của Württemberg (1781–1864) và có hai con gái.       |
| Olga Pavlovna của Nga        | 22 tháng 7 năm 1792  | 26 tháng 1 năm 1795  | |
| Anna Pavlovna của Nga        | 7 tháng 1 năm 1795   | 1 tháng 3 năm 1865   | Kết hôn với Willem II của Hà Lan (1792–1849) và có năm người con.                                                                                 |
| Nikolai I của Nga            | 25 tháng 6 năm 1796  | 18 tháng 2 năm 1855  | Kết hôn với Charlotte Wilhelmine của Phổ (1798–1860) và có mười người con.                                                                        |
| Mikhail Pavlovich của Nga    | 8 tháng 2 năm 1798   | 9 tháng 9 năm 1849   | Kết hôn với Charlotte của Württemberg (1807–1873) và có năm con.                                                                                  |

## Lưu trữ thư từ
Thư từ Sophie Dorothee xứ Württemberg gửi cho anh trai, Friedrich I của Württemberg, được bảo quản tại Cựu Lưu trữ Nhà nước Stuttgart (Hauptstaatsarchiv Stuttgart) ở Stuttgart, Đức, cũng như là thư hồi đáp gửi cho các thành viên khác. Thư từ giữa Sophie Dorothee với cha mẹ, Friedrich Eugen xứ Württemberg và Friederike Dorothea Sophia xứ Brandenburg-Schwedt, trong khoảng tời gian từ 1776 đến 1797, cũng được lưu giữ tại đây. Ngoài ra Cục cũng lưu trữ thư từ giữa Sophie Dorothee với vợ chồng Friedrich Freiherrn von Maucler và Luise Sophie Eleonore LeFort.

## Tổ tiên
| \| \| \| \| \| \| \| \| \| \| \| \| \| \| 16. Eberhard III xứ Württemberg \| \| \| \| \| \| \| \| \| \| \| \| \| \| \| \| \| \| \| \| \| \| \| \| \| \| \| \| \| \| \| \| \| \| \| \| \| \| \| \| \| \| \| \| \| \| \| \| \| \| \| \| \| \| \| \| \| \| \| \| 8. Friedrich Karl xứ Württemberg-Winnental \| \| \| \| \| \| \| \| \| \| \| \| \| \| \| \| \| \| \| \| \| \| \| \| \| \| \| \| \| \| \| \| \| \| \| \| \| \| \| \| \| \| \| \| \| \| \| \| \| \| \| \| \| \| \| \| \| \| \| \| \| \| \| \| \| \| \| \| \| \| \| \| 17. Anna Katharina xứ Salm-Kyrburg \| \| \| \| \| \| \| \| \| \| \| \| \| \| \| \| \| \| \| \| \| \| \| \| \| \| \| \| \| \| \| \| \| \| \| \| \| \| \| \| \| \| \| \| \| \| \| \| \| \| \| \| \| \| \| \| \| \| \| \| \| \| \| \| \| \| \| \| \| \| \| \| 4. Karl Alexander xứ Württemberg \| \| \| \| \| \| \| \| \| \| \| \| \| \| \| \| \| \| \| \| \| \| \| \| \| \| \| \| \| \| \| \| \| \| \| \| \| \| \| \| \| \| \| \| \| \| \| \| \| \| \| \| \| \| \| \| \| \| \| \| \| \| \| \| \| \| \| \| \| \| \| \| 18. Albrecht II xứ Brandeburgo-Ansbach \| \| \| \| \| \| \| \| \| \| \| \| \| \| \| \| \| \| \| \| \| \| \| \| \| \| \| \| \| \| \| \| \| \| \| \| \| \| \| \| \| \| \| \| \| \| \| \| \| \| \| \| \| \| \| \| \| \| \| \| \| \| \| \| \| \| \| \| \| \| \| \| 9. Eleonore Juliane xứ Brandenburg-Ansbach \| \| \| \| \| \| \| \| \| \| \| \| \| \| \| \| \| \| \| \| \| \| \| \| \| \| \| \| \| \| \| \| \| \| \| \| \| \| \| \| \| \| \| \| \| \| \| \| \| \| \| \| \| \| \| \| \| \| \| \| \| \| \| \| \| \| \| \| \| \| \| \| 19. Sophie Margarite xứ Oettingen-Oettingen \| \| \| \| \| \| \| \| \| \| \| \| \| \| \| \| \| \| \| \| \| \| \| \| \| \| \| \| \| \| \| \| \| \| \| \| \| \| \| \| \| \| \| \| \| \| \| \| \| \| \| \| \| \| \| \| \| \| \| \| \| \| \| \| \| \| \| \| \| \| \| \| 2. Friedrich Eugene xứ Württemberg \| \| \| \| \| \| \| \| \| \| \| \| \| \| \| \| \| \| \| \| \| \| \| \| \| \| \| \| \| \| \| \| \| \| \| \| \| \| \| \| \| \| \| \| \| \| \| \| \| \| \| \| \| \| \| \| \| \| \| \| \| \| \| \| \| \| \| \| \| \| \| \| 20. Eugen Alexander xứ Thurn và Taxis \| \| \| \| \| \| \| \| \| \| \| \| \| \| \| \| \| \| \| \| \| \| \| \| \| \| \| \| \| \| \| \| \| \| \| \| \| \| \| \| \| \| \| \| \| \| \| \| \| \| \| \| \| \| \| \| \| \| \| \| \| \| \| \| \| \| \| \| \| \| \| \| 10. Anselm Franz xứ Thurn and Taxis \| \| \| \| \| \| \| \| \| \| \| \| \| \| \| \| \| \| \| \| \| \| \| \| \| \| \| \| \| \| \| \| \| \| \| \| \| \| \| \| \| \| \| \| \| \| \| \| \| \| \| \| \| \| \| \| \| \| \| \| \| \| \| \| \| \| \| \| \| \| \| \| 21. Anna Adelheid xứ Fürstenberg-Heiligenberg \| \| \| \| \| \| \| \| \| \| \| \| \| \| \| \| \| \| \| \| \| \| \| \| \| \| \| \| \| \| \| \| \| \| \| \| \| \| \| \| \| \| \| \| \| \| \| \| \| \| \| \| \| \| \| \| \| \| \| \| \| \| \| \| \| \| \| \| \| \| \| \| 5. Maria Augusta xứ Thurn và Taxis \| \| \| \| \| \| \| \| \| \| \| \| \| \| \| \| \| \| \| \| \| \| \| \| \| \| \| \| \| \| \| \| \| \| \| \| \| \| \| \| \| \| \| \| \| \| \| \| \| \| \| \| \| \| \| \| \| \| \| \| \| \| \| \| \| \| \| \| \| \| \| \| 22. Ferdinand August xứ Lobkovice \| \| \| \| \| \| \| \| \| \| \| \| \| \| \| \| \| \| \| \| \| \| \| \| \| \| \| \| \| \| \| \| \| \| \| \| \| \| \| \| \| \| \| \| \| \| \| \| \| \| \| \| \| \| \| \| \| \| \| \| \| \| \| \| \| \| \| \| \| \| \| \| 11. Marií Ludovikou xứ Lobkovic \| \| \| \| \| \| \| \| \| \| \| \| \| \| \| \| \| \| \| \| \| \| \| \| \| \| \| \| \| \| \| \| \| \| \| \| \| \| \| \| \| \| \| \| \| \| \| \| \| \| \| \| \| \| \| \| \| \| \| \| \| \| \| \| \| \| \| \| \| \| \| \| 23. Marie Anne Wilhelmine xứ Baden-Baden \| \| \| \| \| \| \| \| \| \| \| \| \| \| \| \| \| \| \| \| \| \| \| \| \| \| \| \| \| \| \| \| \| \| \| \| \| \| \| \| \| \| \| \| \| \| \| \| \| \| \| \| \| \| \| \| \| \| \| \| \| \| \| \| \| \| \| \| \| \| \| \| 1. Sophie Dorothee xứ Württemberg \| \| \| \| \| \| \| \| \| \| \| \| \| \| \| \| \| \| \| \| \| \| \| \| \| \| \| \| \| \| \| \| \| \| \| \| \| \| \| \| \| \| \| \| \| \| \| \| \| \| \| \| \| \| \| \| \| \| \| \| \| \| \| \| \| \| \| \| \| \| \| \| 24. Friedrich Wilhelm I xứ Brandenburg \| \| \| \| \| \| \| \| \| \| \| \| \| \| \| \| \| \| \| \| \| \| \| \| \| \| \| \| \| \| \| \| \| \| \| \| \| \| \| \| \| \| \| \| \| \| \| \| \| \| \| \| \| \| \| \| \| \| \| \| \| \| \| \| \| \| \| \| \| \| \| \| 12. Philipp Wilhelm I xứ Brandenburg-Schwedt \| \| \| \| \| \| \| \| \| \| \| \| \| \| \| \| \| \| \| \| \| \| \| \| \| \| \| \| \| \| \| \| \| \| \| \| \| \| \| \| \| \| \| \| \| \| \| \| \| \| \| \| \| \| \| \| \| \| \| \| \| \| \| \| \| \| \| \| \| \| \| \| 25. Dorothea Sophie xứ Schleswig-Holstein-Sonderburg-Glücksburg \| \| \| \| \| \| \| \| \| \| \| \| \| \| \| \| \| \| \| \| \| \| \| \| \| \| \| \| \| \| \| \| \| \| \| \| \| \| \| \| \| \| \| \| \| \| \| \| \| \| \| \| \| \| \| \| \| \| \| \| \| \| \| \| \| \| \| \| \| \| \| \| 6. Friedrich Wilhelm I xứ Brandenburg-Schwedt \| \| \| \| \| \| \| \| \| \| \| \| \| \| \| \| \| \| \| \| \| \| \| \| \| \| \| \| \| \| \| \| \| \| \| \| \| \| \| \| \| \| \| \| \| \| \| \| \| \| \| \| \| \| \| \| \| \| \| \| \| \| \| \| \| \| \| \| \| \| \| \| 26. Johann Georg II xứ Anhalt-Dessau \| \| \| \| \| \| \| \| \| \| \| \| \| \| \| \| \| \| \| \| \| \| \| \| \| \| \| \| \| \| \| \| \| \| \| \| \| \| \| \| \| \| \| \| \| \| \| \| \| \| \| \| \| \| \| \| \| \| \| \| \| \| \| \| \| \| \| \| \| \| \| \| 13. Johanna Charlotte xứ Anhalt-Dessau \| \| \| \| \| \| \| \| \| \| \| \| \| \| \| \| \| \| \| \| \| \| \| \| \| \| \| \| \| \| \| \| \| \| \| \| \| \| \| \| \| \| \| \| \| \| \| \| \| \| \| \| \| \| \| \| \| \| \| \| \| \| \| \| \| \| \| \| \| \| \| \| 27. Henriëtte Catharina xứ Nassau \| \| \| \| \| \| \| \| \| \| \| \| \| \| \| \| \| \| \| \| \| \| \| \| \| \| \| \| \| \| \| \| \| \| \| \| \| \| \| \| \| \| \| \| \| \| \| \| \| \| \| \| \| \| \| \| \| \| \| \| \| \| \| \| \| \| \| \| \| \| \| \| 3. Friederike Dorothea Sophia xứ Brandenburg-Schwedt \| \| \| \| \| \| \| \| \| \| \| \| \| \| \| \| \| \| \| \| \| \| \| \| \| \| \| \| \| \| \| \| \| \| \| \| \| \| \| \| \| \| \| \| \| \| \| \| \| \| \| \| \| \| \| \| \| \| \| \| \| \| \| \| \| \| \| \| \| \| \| \| 28. Friedrich I của Phổ \| \| \| \| \| \| \| \| \| \| \| \| \| \| \| \| \| \| \| \| \| \| \| \| \| \| \| \| \| \| \| \| \| \| \| \| \| \| \| \| \| \| \| \| \| \| \| \| \| \| \| \| \| \| \| \| \| \| \| \| \| \| \| \| \| \| \| \| \| \| \| \| 14. Friedrich Wilhelm I của Phổ \| \| \| \| \| \| \| \| \| \| \| \| \| \| \| \| \| \| \| \| \| \| \| \| \| \| \| \| \| \| \| \| \| \| \| \| \| \| \| \| \| \| \| \| \| \| \| \| \| \| \| \| \| \| \| \| \| \| \| \| \| \| \| \| \| \| \| \| \| \| \| \| 29. Sophie Charlotte xứ Hannover \| \| \| \| \| \| \| \| \| \| \| \| \| \| \| \| \| \| \| \| \| \| \| \| \| \| \| \| \| \| \| \| \| \| \| \| \| \| \| \| \| \| \| \| \| \| \| \| \| \| \| \| \| \| \| \| \| \| \| \| \| \| \| \| \| \| \| \| \| \| \| \| 7. Sophie Dorothea của Phổ \| \| \| \| \| \| \| \| \| \| \| \| \| \| \| \| \| \| \| \| \| \| \| \| \| \| \| \| \| \| \| \| \| \| \| \| \| \| \| \| \| \| \| \| \| \| \| \| \| \| \| \| \| \| \| \| \| \| \| \| \| \| \| \| \| \| \| \| \| \| \| \| 30. George I của Anh \| \| \| \| \| \| \| \| \| \| \| \| \| \| \| \| \| \| \| \| \| \| \| \| \| \| \| \| \| \| \| \| \| \| \| \| \| \| \| \| \| \| \| \| \| \| \| \| \| \| \| \| \| \| \| \| \| \| \| \| \| \| \| \| \| \| \| \| \| \| \| \| 15. Sophia Dorothea của Đại Anh \| \| \| \| \| \| \| \| \| \| \| \| \| \| \| \| \| \| \| \| \| \| \| \| \| \| \| \| \| \| \| \| \| \| \| \| \| \| \| \| \| \| \| \| \| \| \| \| \| \| \| \| \| \| \| \| \| \| \| \| \| \| \| \| \| \| \| \| \| \| \| \| 31. Sophie Dorothea của Celle \| \| \| \| \| \| \| \| \| \| \| \| \| \| \| \| \| \| \| \| \| \| \| \| \| \| \| \| \| \| \| \| \| \| \| \| \| \| \| \| \| \| \| \| \| \| \| \| \| \| \| \| |                                                                 |  |  |  |  |  |  |  |  |  |  |  |                                 |  |  |  |
| |                                                                 |  |  |  |  |  |  |  |  |  |  |  | 16. Eberhard III xứ Württemberg |  |  |  |
| |                                                                 |  |  |  |  |  |  |  |  |  |  |  |                                 |  |  |  |
| |                                                                 |  |  |  |  |  |  |  |  |  |  |  |                                 |  |  |  |
| |                                                                 |  |  |  |  |  |  |  |  |  |  |  |                                 |  |  |  |
| | 8. Friedrich Karl xứ Württemberg-Winnental                      |  |  |  |  |  |  |  |  |  |  |  |                                 |  |  |  |
| |                                                                 |  |  |  |  |  |  |  |  |  |  |  |                                 |  |  |  |
| |                                                                 |  |  |  |  |  |  |  |  |  |  |  |                                 |  |  |  |
| |                                                                 |  |  |  |  |  |  |  |  |  |  |  |                                 |  |  |  |
| | 17. Anna Katharina xứ Salm-Kyrburg                              |  |  |  |  |  |  |  |  |  |  |  |                                 |  |  |  |
| |                                                                 |  |  |  |  |  |  |  |  |  |  |  |                                 |  |  |  |
| |                                                                 |  |  |  |  |  |  |  |  |  |  |  |                                 |  |  |  |
| |                                                                 |  |  |  |  |  |  |  |  |  |  |  |                                 |  |  |  |
| | 4. Karl Alexander xứ Württemberg                                |  |  |  |  |  |  |  |  |  |  |  |                                 |  |  |  |
| |                                                                 |  |  |  |  |  |  |  |  |  |  |  |                                 |  |  |  |
| |                                                                 |  |  |  |  |  |  |  |  |  |  |  |                                 |  |  |  |
| |                                                                 |  |  |  |  |  |  |  |  |  |  |  |                                 |  |  |  |
| | 18. Albrecht II xứ Brandeburgo-Ansbach                          |  |  |  |  |  |  |  |  |  |  |  |                                 |  |  |  |
| |                                                                 |  |  |  |  |  |  |  |  |  |  |  |                                 |  |  |  |
| |                                                                 |  |  |  |  |  |  |  |  |  |  |  |                                 |  |  |  |
| |                                                                 |  |  |  |  |  |  |  |  |  |  |  |                                 |  |  |  |
| | 9. Eleonore Juliane xứ Brandenburg-Ansbach                      |  |  |  |  |  |  |  |  |  |  |  |                                 |  |  |  |
| |                                                                 |  |  |  |  |  |  |  |  |  |  |  |                                 |  |  |  |
| |                                                                 |  |  |  |  |  |  |  |  |  |  |  |                                 |  |  |  |
| |                                                                 |  |  |  |  |  |  |  |  |  |  |  |                                 |  |  |  |
| | 19. Sophie Margarite xứ Oettingen-Oettingen                     |  |  |  |  |  |  |  |  |  |  |  |                                 |  |  |  |
| |                                                                 |  |  |  |  |  |  |  |  |  |  |  |                                 |  |  |  |
| |                                                                 |  |  |  |  |  |  |  |  |  |  |  |                                 |  |  |  |
| |                                                                 |  |  |  |  |  |  |  |  |  |  |  |                                 |  |  |  |
| | 2. Friedrich Eugene xứ Württemberg                              |  |  |  |  |  |  |  |  |  |  |  |                                 |  |  |  |
| |                                                                 |  |  |  |  |  |  |  |  |  |  |  |                                 |  |  |  |
| |                                                                 |  |  |  |  |  |  |  |  |  |  |  |                                 |  |  |  |
| |                                                                 |  |  |  |  |  |  |  |  |  |  |  |                                 |  |  |  |
| | 20. Eugen Alexander xứ Thurn và Taxis                           |  |  |  |  |  |  |  |  |  |  |  |                                 |  |  |  |
| |                                                                 |  |  |  |  |  |  |  |  |  |  |  |                                 |  |  |  |
| |                                                                 |  |  |  |  |  |  |  |  |  |  |  |                                 |  |  |  |
| |                                                                 |  |  |  |  |  |  |  |  |  |  |  |                                 |  |  |  |
| | 10. Anselm Franz xứ Thurn and Taxis                             |  |  |  |  |  |  |  |  |  |  |  |                                 |  |  |  |
| |                                                                 |  |  |  |  |  |  |  |  |  |  |  |                                 |  |  |  |
| |                                                                 |  |  |  |  |  |  |  |  |  |  |  |                                 |  |  |  |
| |                                                                 |  |  |  |  |  |  |  |  |  |  |  |                                 |  |  |  |
| | 21. Anna Adelheid xứ Fürstenberg-Heiligenberg                   |  |  |  |  |  |  |  |  |  |  |  |                                 |  |  |  |
| |                                                                 |  |  |  |  |  |  |  |  |  |  |  |                                 |  |  |  |
| |                                                                 |  |  |  |  |  |  |  |  |  |  |  |                                 |  |  |  |
| |                                                                 |  |  |  |  |  |  |  |  |  |  |  |                                 |  |  |  |
| | 5. Maria Augusta xứ Thurn và Taxis                              |  |  |  |  |  |  |  |  |  |  |  |                                 |  |  |  |
| |                                                                 |  |  |  |  |  |  |  |  |  |  |  |                                 |  |  |  |
| |                                                                 |  |  |  |  |  |  |  |  |  |  |  |                                 |  |  |  |
| |                                                                 |  |  |  |  |  |  |  |  |  |  |  |                                 |  |  |  |
| | 22. Ferdinand August xứ Lobkovice                               |  |  |  |  |  |  |  |  |  |  |  |                                 |  |  |  |
| |                                                                 |  |  |  |  |  |  |  |  |  |  |  |                                 |  |  |  |
| |                                                                 |  |  |  |  |  |  |  |  |  |  |  |                                 |  |  |  |
| |                                                                 |  |  |  |  |  |  |  |  |  |  |  |                                 |  |  |  |
| | 11. Marií Ludovikou xứ Lobkovic                                 |  |  |  |  |  |  |  |  |  |  |  |                                 |  |  |  |
| |                                                                 |  |  |  |  |  |  |  |  |  |  |  |                                 |  |  |  |
| |                                                                 |  |  |  |  |  |  |  |  |  |  |  |                                 |  |  |  |
| |                                                                 |  |  |  |  |  |  |  |  |  |  |  |                                 |  |  |  |
| | 23. Marie Anne Wilhelmine xứ Baden-Baden                        |  |  |  |  |  |  |  |  |  |  |  |                                 |  |  |  |
| |                                                                 |  |  |  |  |  |  |  |  |  |  |  |                                 |  |  |  |
| |                                                                 |  |  |  |  |  |  |  |  |  |  |  |                                 |  |  |  |
| |                                                                 |  |  |  |  |  |  |  |  |  |  |  |                                 |  |  |  |
| | 1. Sophie Dorothee xứ Württemberg                               |  |  |  |  |  |  |  |  |  |  |  |                                 |  |  |  |
| |                                                                 |  |  |  |  |  |  |  |  |  |  |  |                                 |  |  |  |
| |                                                                 |  |  |  |  |  |  |  |  |  |  |  |                                 |  |  |  |
| |                                                                 |  |  |  |  |  |  |  |  |  |  |  |                                 |  |  |  |
| | 24. Friedrich Wilhelm I xứ Brandenburg                          |  |  |  |  |  |  |  |  |  |  |  |                                 |  |  |  |
| |                                                                 |  |  |  |  |  |  |  |  |  |  |  |                                 |  |  |  |
| |                                                                 |  |  |  |  |  |  |  |  |  |  |  |                                 |  |  |  |
| |                                                                 |  |  |  |  |  |  |  |  |  |  |  |                                 |  |  |  |
| | 12. Philipp Wilhelm I xứ Brandenburg-Schwedt                    |  |  |  |  |  |  |  |  |  |  |  |                                 |  |  |  |
| |                                                                 |  |  |  |  |  |  |  |  |  |  |  |                                 |  |  |  |
| |                                                                 |  |  |  |  |  |  |  |  |  |  |  |                                 |  |  |  |
| |                                                                 |  |  |  |  |  |  |  |  |  |  |  |                                 |  |  |  |
| | 25. Dorothea Sophie xứ Schleswig-Holstein-Sonderburg-Glücksburg |  |  |  |  |  |  |  |  |  |  |  |                                 |  |  |  |
| |                                                                 |  |  |  |  |  |  |  |  |  |  |  |                                 |  |  |  |
| |                                                                 |  |  |  |  |  |  |  |  |  |  |  |                                 |  |  |  |
| |                                                                 |  |  |  |  |  |  |  |  |  |  |  |                                 |  |  |  |
| | 6. Friedrich Wilhelm I xứ Brandenburg-Schwedt                   |  |  |  |  |  |  |  |  |  |  |  |                                 |  |  |  |
| |                                                                 |  |  |  |  |  |  |  |  |  |  |  |                                 |  |  |  |
| |                                                                 |  |  |  |  |  |  |  |  |  |  |  |                                 |  |  |  |
| |                                                                 |  |  |  |  |  |  |  |  |  |  |  |                                 |  |  |  |
| | 26. Johann Georg II xứ Anhalt-Dessau                            |  |  |  |  |  |  |  |  |  |  |  |                                 |  |  |  |
| |                                                                 |  |  |  |  |  |  |  |  |  |  |  |                                 |  |  |  |
| |                                                                 |  |  |  |  |  |  |  |  |  |  |  |                                 |  |  |  |
| |                                                                 |  |  |  |  |  |  |  |  |  |  |  |                                 |  |  |  |
| | 13. Johanna Charlotte xứ Anhalt-Dessau                          |  |  |  |  |  |  |  |  |  |  |  |                                 |  |  |  |
| |                                                                 |  |  |  |  |  |  |  |  |  |  |  |                                 |  |  |  |
| |                                                                 |  |  |  |  |  |  |  |  |  |  |  |                                 |  |  |  |
| |                                                                 |  |  |  |  |  |  |  |  |  |  |  |                                 |  |  |  |
| | 27. Henriëtte Catharina xứ Nassau                               |  |  |  |  |  |  |  |  |  |  |  |                                 |  |  |  |
| |                                                                 |  |  |  |  |  |  |  |  |  |  |  |                                 |  |  |  |
| |                                                                 |  |  |  |  |  |  |  |  |  |  |  |                                 |  |  |  |
| |                                                                 |  |  |  |  |  |  |  |  |  |  |  |                                 |  |  |  |
| | 3. Friederike Dorothea Sophia xứ Brandenburg-Schwedt            |  |  |  |  |  |  |  |  |  |  |  |                                 |  |  |  |
| |                                                                 |  |  |  |  |  |  |  |  |  |  |  |                                 |  |  |  |
| |                                                                 |  |  |  |  |  |  |  |  |  |  |  |                                 |  |  |  |
| |                                                                 |  |  |  |  |  |  |  |  |  |  |  |                                 |  |  |  |
| | 28. Friedrich I của Phổ                                         |  |  |  |  |  |  |  |  |  |  |  |                                 |  |  |  |
| |                                                                 |  |  |  |  |  |  |  |  |  |  |  |                                 |  |  |  |
| |                                                                 |  |  |  |  |  |  |  |  |  |  |  |                                 |  |  |  |
| |                                                                 |  |  |  |  |  |  |  |  |  |  |  |                                 |  |  |  |
| | 14. Friedrich Wilhelm I của Phổ                                 |  |  |  |  |  |  |  |  |  |  |  |                                 |  |  |  |
| |                                                                 |  |  |  |  |  |  |  |  |  |  |  |                                 |  |  |  |
| |                                                                 |  |  |  |  |  |  |  |  |  |  |  |                                 |  |  |  |
| |                                                                 |  |  |  |  |  |  |  |  |  |  |  |                                 |  |  |  |
| | 29. Sophie Charlotte xứ Hannover                                |  |  |  |  |  |  |  |  |  |  |  |                                 |  |  |  |
| |                                                                 |  |  |  |  |  |  |  |  |  |  |  |                                 |  |  |  |
| |                                                                 |  |  |  |  |  |  |  |  |  |  |  |                                 |  |  |  |
| |                                                                 |  |  |  |  |  |  |  |  |  |  |  |                                 |  |  |  |
| | 7. Sophie Dorothea của Phổ                                      |  |  |  |  |  |  |  |  |  |  |  |                                 |  |  |  |
| |                                                                 |  |  |  |  |  |  |  |  |  |  |  |                                 |  |  |  |
| |                                                                 |  |  |  |  |  |  |  |  |  |  |  |                                 |  |  |  |
| |                                                                 |  |  |  |  |  |  |  |  |  |  |  |                                 |  |  |  |
| | 30. George I của Anh                                            |  |  |  |  |  |  |  |  |  |  |  |                                 |  |  |  |
| |                                                                 |  |  |  |  |  |  |  |  |  |  |  |                                 |  |  |  |
| |                                                                 |  |  |  |  |  |  |  |  |  |  |  |                                 |  |  |  |
| |                                                                 |  |  |  |  |  |  |  |  |  |  |  |                                 |  |  |  |
| | 15. Sophia Dorothea của Đại Anh                                 |  |  |  |  |  |  |  |  |  |  |  |                                 |  |  |  |
| |                                                                 |  |  |  |  |  |  |  |  |  |  |  |                                 |  |  |  |
| |                                                                 |  |  |  |  |  |  |  |  |  |  |  |                                 |  |  |  |
| |                                                                 |  |  |  |  |  |  |  |  |  |  |  |                                 |  |  |  |
| | 31. Sophie Dorothea của Celle                                   |  |  |  |  |  |  |  |  |  |  |  |                                 |  |  |  |
| |                                                                 |  |  |  |  |  |  |  |  |  |  |  |                                 |  |  |  |
| |                                                                 |  |  |  |  |  |  |  |  |  |  |  |                                 |  |  |  |